# アーバンビレッジ
アーバンビレッジ（urban village）とは、1992年にイギリスで示された方策で、さまざまな階層の人々と、さまざまな用途の施主が混在する接続可能なコミュニティ形成を目指す動きのこと。住民参加が前提となり、公共交通を率先して利用する職住近接の生活を想定した都市構造を目標とする。